# Primera División 2003-2004 (Argentina)
L'edizione 2003-04 della Primera Division argentina vide il Boca Juniors vincere il Torneo Apertura e il River Plate vincere quello di Clausura.
Quattro squadre vennero retrocesse: Chacarita Juniors, Nueva Chicago, Atlético de Rafaela e Talleres de Córdoba. Le prime due vennero retrocesse direttamente. Le altre due vennero invece retrocesse dopo spareggio contro squadre cadette. Vennero promosse in Primera Division Huracán de Tres Arroyos, Argentinos Juniors, Club Almagro e Instituto de Córdoba.

## Torneo Apertura
|  | Pos. | Squadra           | Pt | G  | V  | N  | P  | GF | GS | DR  |
|  | ---- | ----------------- | -- | -- | -- | -- | -- | -- | -- | --- |
|  | 1.   | Boca Juniors      | 39 | 19 | 11 | 6  | 2  | 31 | 11 | +20 |
|  | 2.   | San Lorenzo       | 36 | 19 | 11 | 3  | 5  | 26 | 13 | +13 |
|  | 3.   | Banfield          | 32 | 19 | 9  | 5  | 5  | 27 | 18 | +9  |
|  | 4.   | Quilmes           | 31 | 19 | 8  | 7  | 4  | 20 | 13 | +7  |
|  | 5.   | Rosario Central   | 31 | 19 | 8  | 7  | 4  | 28 | 26 | +2  |
|  | 6.   | Newell's Old Boys | 29 | 19 | 7  | 8  | 4  | 27 | 20 | +7  |
|  | 7.   | Arsenal Sarandí   | 26 | 19 | 6  | 8  | 5  | 18 | 16 | -2  |
|  | 8.   | River Plate       | 26 | 19 | 7  | 5  | 7  | 23 | 24 | -1  |
|  | 9.   | Colón (SF)        | 24 | 19 | 5  | 9  | 5  | 23 | 24 | -1  |
|  | 10.  | Talleres (C)      | 24 | 19 | 6  | 6  | 7  | 27 | 30 | -3  |
|  | 11.  | Estudiantes (LP)  | 23 | 19 | 6  | 5  | 8  | 18 | 20 | -2  |
|  | 12.  | Racing Club       | 22 | 19 | 4  | 10 | 5  | 23 | 23 | 0   |
|  | 13.  | Lanús             | 22 | 19 | 4  | 10 | 5  | 21 | 23 | -2  |
|  | 14.  | Independiente     | 22 | 19 | 5  | 7  | 7  | 15 | 19 | -4  |
|  | 15.  | Vélez Sarsfield   | 22 | 19 | 5  | 7  | 7  | 20 | 28 | -8  |
|  | 16.  | Chacarita Juniors | 21 | 19 | 5  | 9  | 5  | 20 | 19 | +1  |
|  | 17.  | Gimnasia (LP)     | 21 | 19 | 5  | 6  | 8  | 14 | 22 | -8  |
|  | 18.  | Olimpo            | 20 | 19 | 5  | 5  | 9  | 17 | 23 | -6  |
|  | 19.  | Atlético Rafaela  | 17 | 19 | 3  | 8  | 8  | 19 | 28 | -9  |
|  | 20.  | Nueva Chicago     | 11 | 19 | 2  | 5  | 12 | 14 | 31 | -17 |

### Classifica marcatori
| Posizione | Giocatore | Squadra            | Reti              |    |
| --------- | --------- | ------------------ | ----------------- | -- |
|           | 1.        | Ernesto Farías     | Estudiantes       | 12 |
|           | 2.        | Alberto Acosta     | San Lorenzo       | 10 |
|           | 3.        | Julián Vásquez     | Newell's Old Boys | 9  |
|           | 4.        | Fernando Cavenaghi | River Plate       | 8  |
|           | 4.        | Jorge Cervera      | Banfield          | 8  |
|           | 4.        | Diego Milito       | Racing Avellaneda | 8  |
|           | 4.        | Carlos Tévez       | Boca Juniors      | 8  |

## Torneo Clausura
|  | Pos. | Squadra           | Pt | G  | V  | N  | P  | GF | GS | DR  |
|  | ---- | ----------------- | -- | -- | -- | -- | -- | -- | -- | --- |
|  | 1.   | River Plate       | 40 | 19 | 12 | 4  | 3  | 41 | 21 | +20 |
|  | 2.   | Boca Juniors      | 36 | 19 | 10 | 6  | 3  | 34 | 17 | +17 |
|  | 3.   | Talleres (C)      | 35 | 19 | 10 | 5  | 4  | 30 | 19 | +11 |
|  | 4.   | Banfield          | 32 | 19 | 9  | 5  | 5  | 27 | 17 | +10 |
|  | 5.   | Vélez Sarsfield   | 31 | 19 | 9  | 4  | 6  | 31 | 21 | +10 |
|  | 6.   | Quilmes           | 29 | 19 | 7  | 8  | 4  | 21 | 16 | +5  |
|  | 7.   | Arsenal Sarandí   | 29 | 19 | 7  | 8  | 4  | 21 | 22 | -1  |
|  | 15.  | Lanús             | 20 | 19 | 5  | 5  | 9  | 21 | 27 | -6  |
|  | 16.  | Olimpo            | 19 | 19 | 4  | 7  | 8  | 18 | 28 | -10 |
|  | 8.   | Racing Club       | 28 | 19 | 8  | 4  | 7  | 29 | 29 | 0   |
|  | 9.   | San Lorenzo       | 26 | 19 | 6  | 8  | 5  | 18 | 16 | +2  |
|  | 10.  | Atlético Rafaela  | 26 | 19 | 7  | 5  | 7  | 25 | 24 | +1  |
|  | 11.  | Colón (SF)        | 25 | 19 | 7  | 4  | 8  | 20 | 26 | -6  |
|  | 12.  | Newell's Old Boys | 22 | 19 | 4  | 10 | 5  | 28 | 25 | +3  |
|  | 13.  | Independiente     | 22 | 19 | 5  | 7  | 7  | 21 | 27 | -6  |
|  | 14.  | Estudiantes (LP)  | 21 | 19 | 5  | 6  | 8  | 19 | 29 | -10 |
|  | 17.  | Gimnasia (LP)     | 17 | 19 | 3  | 8  | 8  | 21 | 26 | -5  |
|  | 18.  | Nueva Chicago     | 17 | 19 | 2  | 11 | 6  | 18 | 27 | -9  |
|  | 19.  | Chacarita Juniors | 17 | 19 | 3  | 8  | 8  | 21 | 34 | -13 |
|  | 20.  | Rosario Central   | 13 | 19 | 2  | 7  | 10 | 16 | 29 | -13 |

### Classifica marcatori
| Posizione | Giocatore | Squadra                | Reti                |    |
| --------- | --------- | ---------------------- | ------------------- | -- |
|           | 1.        | Rolando Zárate         | Vélez Sársfield     | 13 |
|           | 2.        | Aldo Osorio            | Talleres de Córdoba | 11 |
|           | 2.        | Fernando Cavenaghi     | River Plate         | 9  |
|           | 3.        | José Luis Calderón     | Arsenal de Sarandí  | 8  |
|           | 4.        | Eduardo Bustos Montoya | Banfield            | 7  |
|           | 4.        | Esteban Fuertes        | Colón               | 7  |
|           | 4.        | Darío Gandín           | Atlético de Rafaela | 7  |
|           | 4.        | Victor Piriz Alves     | Talleres de Córdoba | 7  |
|           | 4.        | Mauro Rosales          | Newell's Old Boys   | 7  |

## Retrocessioni
| Squadra             | Media | Punti | Giocate | 2001-02 | 2002-03 | 2003-04 |
| ------------------- | ----- | ----- | ------- | ------- | ------- | ------- |
| River Plate         | 2.008 | 229   | 114     | 84      | 79      | 66      |
| Boca Juniors        | 1.947 | 222   | 114     | 68      | 79      | 75      |
| Quilmes             | 1.578 | 60    | 38      | N/A     | N/A     | 60      |
| San Lorenzo         | 1.526 | 174   | 114     | 57      | 56      | 61      |
| Racing Avellaneda   | 1.500 | 171   | 114     | 68      | 53      | 50      |
| Vélez Sársfield     | 1.464 | 167   | 114     | 48      | 66      | 53      |
| Colón de Santa Fe   | 1.421 | 162   | 114     | 56      | 57      | 49      |
| Banfield            | 1.403 | 160   | 114     | 48      | 48      | 64      |
| Arsenal de Sarandí  | 1.368 | 104   | 76      | N/A     | 49      | 55      |
| Newell's Old Boys   | 1.324 | 151   | 114     | 51      | 49      | 51      |
| Gimnasia La Plata   | 1.298 | 148   | 114     | 64      | 46      | 38      |
| Independiente       | 1.280 | 146   | 114     | 41      | 61      | 44      |
| Rosario Central     | 1.280 | 146   | 114     | 40      | 62      | 44      |
| Lanús               | 1.263 | 144   | 114     | 51      | 51      | 42      |
| Estudiantes         | 1.210 | 138   | 114     | 51      | 43      | 44      |
| Olimpo              | 1.184 | 90    | 76      | N/A     | 51      | 39      |
| Talleres de Córdoba | 1.166 | 133   | 114     | 30      | 44      | 59      |
| Atlético de Rafaela | 1.131 | 43    | 38      | N/A     | N/A     | 43      |
| Chacarita Juniors   | 1.105 | 126   | 114     | 47      | 41      | 38      |
| Nueva Chicago       | 1.026 | 117   | 114     | 48      | 41      | 28      |

### Spareggi promozione
| Data           | Squadra in casa         | Squadra in trasferta    | Risultato |
| -------------- | ----------------------- | ----------------------- | --------- |
| 30 giugno 2004 | Huracán de Tres Arroyos | Atlético de Rafaela     | 2-1       |
| 4 luglio 2004  | Atlético de Rafaela     | Huracán de Tres Arroyos | 2-3       |

Huracán de Tres Arroyos vince 5-3 e viene promosso in Primera Division.
Atlético de Rafaela viene retrocesso in Primera B Nacional.

| Data           | Squadra in casa     | Squadra in trasferta | Risultato |
| -------------- | ------------------- | -------------------- | --------- |
| 1º luglio 2004 | Argentinos Juniors  | Talleres de Córdoba  | 2-1       |
| 4 luglio 2004  | Talleres de Córdoba | Argentinos Juniors   | 1-2       |

Argentinos Juniors vince 4-2 e viene promosso in Primera Division.
Talleres de Córdoba viene retrocesso in Primera B Nacional.

## Serie minori
| Livello       | Torneo                                                  | Campione                |
| ------------- | ------------------------------------------------------- | ----------------------- |
| 2°            | Primera B Nacional Apertura Primera B Nacional Clausura | Instituto Almagro       |
| 3°            | Primera B Metropolitana                                 | Club Atlético Sarmiento |
| 3° (Interior) | Torneo Argentino A                                      | Racing de Córdoba       |
| 4°            | Primera C Metropolitana                                 | Argentino de Rosario    |
| 5°            | Primera D Metropolitana                                 | Sportivo Barracas       |